# 이토 다이스케
이토 다이스케(일본어: 伊藤 大介, 1987년 4월 18일 ~ )는 일본의 전 축구 선수이다.

## 구단 경력
그는 2010년부터 2019년까지 J리그의 제프 유나이티드 지바, 오이타 트리니타, 파지아노 오카야마, SC 사가미하라에서 활동하였다.